# The Swinging Blue Jeans
The Swinging Blue Jeans sind eine britische Merseybeat-Band, die in den 1960er Jahren mit Singles wie Hippy Hippy Shake bekannt wurde.

## Geschichte
The Swinging Blue Jeans formierten sich 1959 als Blue Genes in Liverpool. Die Gründungsmitglieder waren Ray Ennis, Ralph Ellis, Les Braid, Paul Moss und Norman Kuhlke. Sie waren eine der ersten Bands der Merseybeat-Szene überhaupt. Wie die meisten Bands dieses Genres begannen sie als Skiffle-Band, wechselten dann aber zum Rock ’n’ Roll. Ab 1962 und nachdem Moss die Band verlassen hatte, nannten sie sich Swinging Blue Jeans. Sie spielten unter anderem auch im Star-Club in Hamburg.
1963 bekamen sie einen Plattenvertrag bei EMI und veröffentlichten bald darauf ihre erste Single It's Too Late Now, es folgte Do You Know im September desselben Jahres. Im Dezember landeten sie mit Hippy Hippy Shake ihren größten Hit, der typische Beat-Rhythmus-Titel erreichte in den britischen Charts Platz 2, in der deutschen Hitparade kam er bis Platz 9.
Während die SBJ zahlreiche Single-Hits in den Charts platzieren konnten, sah es bei den Alben eher mager aus: Sie floppten alle.
1966 verschwanden sie dann aus den Charts, woraufhin Ellis und Braid die Band verließen. Als Ersatz kamen Terry Sylvester und Mike Gregory. Die Erfolge blieben weiterhin aus. Nachdem Sylvester 1968 die Band verlassen hatte, um bei den Hollies weiterzumachen, änderten sie ihren Namen in Ray Ennis & The Blue Jeans um. Für kurze Zeit nannten sie sich Music Motors.
1973 veröffentlichte die Band in der Besetzung Ennis, Braid, John Lawrence und Mike Pynn zwei vollkommen unbeachtete Alben.
Anfang 1994 tourten die Swinging Blue Jeans mit Gerry & the Pacemakers und Helen Shapiro, Ende des Jahres mit den Searchers, Billy J. Kramer und den Merseybeats.
Im Mai 2010 verließ Ennis als letztes Gründungsmitglied die Band. Gegenwärtig treten Alan Lovell (Gesang, Gitarre), Peter Oakman (Gesang, Bassgitarre), Jeff Bannister (Gesang, Keyboards, Gitarre) und Graham Hollingworth (Schlagzeug) unter dem Namen The Swinging Blue Jeans auf.

## Diskografie

### Alben
| Jahr | Titel             | Höchstplatzierung, Gesamtwochen, AuszeichnungChartsChartplatzierungen (Jahr, Titel, Platzierungen, Wochen, Auszeichnungen, Anmerkungen) | Anmerkungen |
| Jahr | Titel             | US | Anmerkungen |
| ---- | ----------------- | --- | ----------- |
| 1964 | Hippy Hippy Shake | US90 (9 Wo.)US |             |

Weitere Alben
- 1964: Shakin’ Time
- 1964: Blue Jeans A-Swingin
- 1965: Live aus dem Cascade Club
- 1973: Hippy Hippy Shake
- 1974: Brand New and Faded
- 1987: Hippy Hippy Shake (All New Recordings)
- 1990: All the Hits Plus More (New Recordings)
- 1990: Live Shakin’ (Live at the Cardinal Folly, Scotland)
- 1992: The Best of the EMI Years (inklusive neun unveröffentlichten Titeln)

### EPs
- 1964: Shake with the Swinging Blue Jeans
- 1964: You’re No Good Miss Molly

### Singles
| Jahr | Titel Album                             | Höchstplatzierung, Gesamtwochen, AuszeichnungChartplatzierungen (Jahr, Titel, Album, Platzierungen, Wochen, Auszeichnungen, Anmerkungen) | Höchstplatzierung, Gesamtwochen, AuszeichnungChartplatzierungen (Jahr, Titel, Album, Platzierungen, Wochen, Auszeichnungen, Anmerkungen) | Höchstplatzierung, Gesamtwochen, AuszeichnungChartplatzierungen (Jahr, Titel, Album, Platzierungen, Wochen, Auszeichnungen, Anmerkungen) | Anmerkungen                                                      |
| Jahr | Titel Album                             | DE | UK | US | Anmerkungen                                                      |
| ---- | --------------------------------------- | --- | --- | --- | ---------------------------------------------------------------- |
| 1963 | It’s Too Late Now Hippy Hippy Shake     | — | UK30 (9 Wo.)UK | — | Erstveröffentlichung: Juni 1963 B-Seite: Think of Me             |
| 1963 | Hippy Hippy Shake                       | DE9 (24 Wo.)DE | UK2 (17 Wo.)UK | US24 (8 Wo.)US | Erstveröffentlichung: Dezember 1963 B-Seite: Now I Must Go       |
| 1964 | Good Golly Miss Molly Hippy Hippy Shake | DE35 (8 Wo.)DE | UK11 (10 Wo.)UK | US43 (7 Wo.)US | Erstveröffentlichung: März 1964 B-Seite: Shaking Feeling         |
| 1964 | You’re No Good Shaking Time             | — | UK3 (13 Wo.)UK | US97 (2 Wo.)US | Erstveröffentlichung: Mai 1964 B-Seite: Don’t You Worry About Me |
| 1966 | Don’t Make Me Over                      | — | UK31 (8 Wo.)UK | — | Erstveröffentlichung: Januar 1966 B-Seite: What Can I Do Today   |

Weitere Singles
- 1963: Do You Know / Angie
- 1964: Promise You’ll Tell Her / It’s So Right
- 1964: Tutti Frutti / Lawdy Miss Clawdy
- 1964: It Isn’t There / One of These Days
- 1965: Tutti Frutti / Das ist vorbei
- 1965: Make Me Know You’re Mine / I’ve Got a Girl
- 1965: Crazy ’bout My Baby / Good Lovin’
- 1966: Sandy / I’m Gonna Have You
- 1966: Rumours Gossip Words Untrue / Now the Summer’s Gone
- 1967: Tremblin’ / Something’s Coming Along
- 1967: Don’t Go out Into the Rain / One Woman Man
- 1973: Rainbow Morning / Cottonfields
- 1973: Hippy Hippy Shake / Don’t Make Me Over
- 1974: Ring Ring / Cottonfields
- 1974: Dancing / Baby Mine
- 1974: Hippy Hippy Shake / Baby Mine
- 1975: Sunday Morning Sunshine / Ain’t No Sunshine
- 1979: Dancing / (Love Machine) I Like It Mean
- 1980: Whole Lotta Trouble / You Win Again
- 1981: Old Rock ’n’ Roller / Angel
- 1983: Hippy Hippy Shake / You’re No Good
- 1987: Hippy Hippy Shake / Tonight’s the night
- 1989: Hippy Hippy Shake / It’s Too Late Now / Long Tall Sally
- 1989: Liverpool Lou / Sailing down to Rio

Als Music Motors
- 1970: Happy / Where Am I Going

Als Ray Ennis & the Blue Jeans
- 1968: What Have They Done to Hazel / Now That You’re Gone
- 1969: Sandfly / Hey Mrs. Housewife